# Березнюк
Березнюк — деревня в Печорском районе Псковской области России. Входит в состав городского поселения «Печоры».
Расположена на юге городского поселения, в 6 км к юго-востоку от центра города Печоры.
До 2005 года входила в состав ныне упразднённой Печорской волости.

## Население
Численность населения деревни по оценке на 2000 год составляла 37 жителей.
| 2001 | 2002 | 2010 |
| ---- | ---- | ---- |
| 37   | ↘36  | ↘29  |